# 순천 현씨
순천 현씨(順天玄氏)는 전라남도 순천시를 본관으로 하는 한국의 성씨이다. 시조 현원고(玄元羔)는 연주 현씨의 시조인 현담윤(玄覃胤)의 후손이며, 고려에서 영동정(令同正)을 지내며 순천부원군(順天府院君)에 봉해졌다.

## 참고 자료
- “순천현씨(順天玄氏)”. 뿌리를 찾아서.[깨진 링크(과거 내용 찾기)]